# La Grande Odalisque
La Grande Odalisque est un tableau de Jean-Auguste-Dominique Ingres peint en 1814 sur une commande de Caroline Murat, sœur de Napoléon Ier et reine consort de Naples (commande non payée pour cause de chute de l'Empire).

## Description
Le mot odalisque, du turc odalık, désigne une femme de chambre qui servait le harem du sultan : sont donc présents des éléments et objets divers évoquant cette dimension orientale, comme un éventail, des bijoux ou un turban. Ingres peint une femme nue vue de dos selon l'archétype de l'époque, c'est-à-dire sous la forme d'une femme nue offerte aux regards se prélassant de façon lascive (Courant de l'Orientalisme)[réf. nécessaire].
On remarque au premier abord le dos particulièrement long (trois vertèbres supplémentaires sont présentes) et l'angle peu naturel formé par la jambe gauche. Mais ces déformations sont voulues par Ingres, qui préfère volontairement sacrifier la vraisemblance à sa vision de la beauté. Cela se confirme par ses croquis, aux proportions parfaites : la déformation n'est intervenue que dans la mise en œuvre finale.
Ingres ne cherche donc pas à rendre compte de la réalité anatomique du nu mais soumet son modèle à sa manière ; comme il l'avait fait pour La Baigneuse (1808, conservée au musée du Louvre). La Grande Odalisque fut mal accueillie, lors de sa présentation au Salon de 1819.

## Style
Toutes les caractéristiques de l'artiste se retrouvent dans ce tableau : la perfection formelle, l'extrême minutie, la grande sensualité, les déformations anatomiques, le goût pour les formes géométriques, etc.
Ingres a visité Florence et y a découvert les peintres italiens. On voit notamment l'influence de Raphaël dans les courbes de cette œuvre. Il est d'ailleurs proche du « groupe des barbus » (dans l'atelier de David) qui revendique une perfection formelle et un retour aux sources pré-maniéristes.
La toile était une commande de Caroline Murat, sœur de Napoléon Ier et reine consort de Naples ; mais cette commande ne sera finalement pas payée à Ingres à cause de la chute de l'Empire. La Grande Odalisque devait avoir pour pendant un autre nu : La Dormeuse de Naples. Ce dernier disparut en 1815.

## Provenance
Ce tableau est actuellement conservée au musée du Louvre, à Paris, et ce depuis 1899. Avant cela, il est passé entre les mains du comte James de Pourtalès-Gorgier, de Georges Goupil, de Joseph Fau, du Baron Seillière et de Jeanne Seillière, surnommée princesse de Sagan.

## Variations

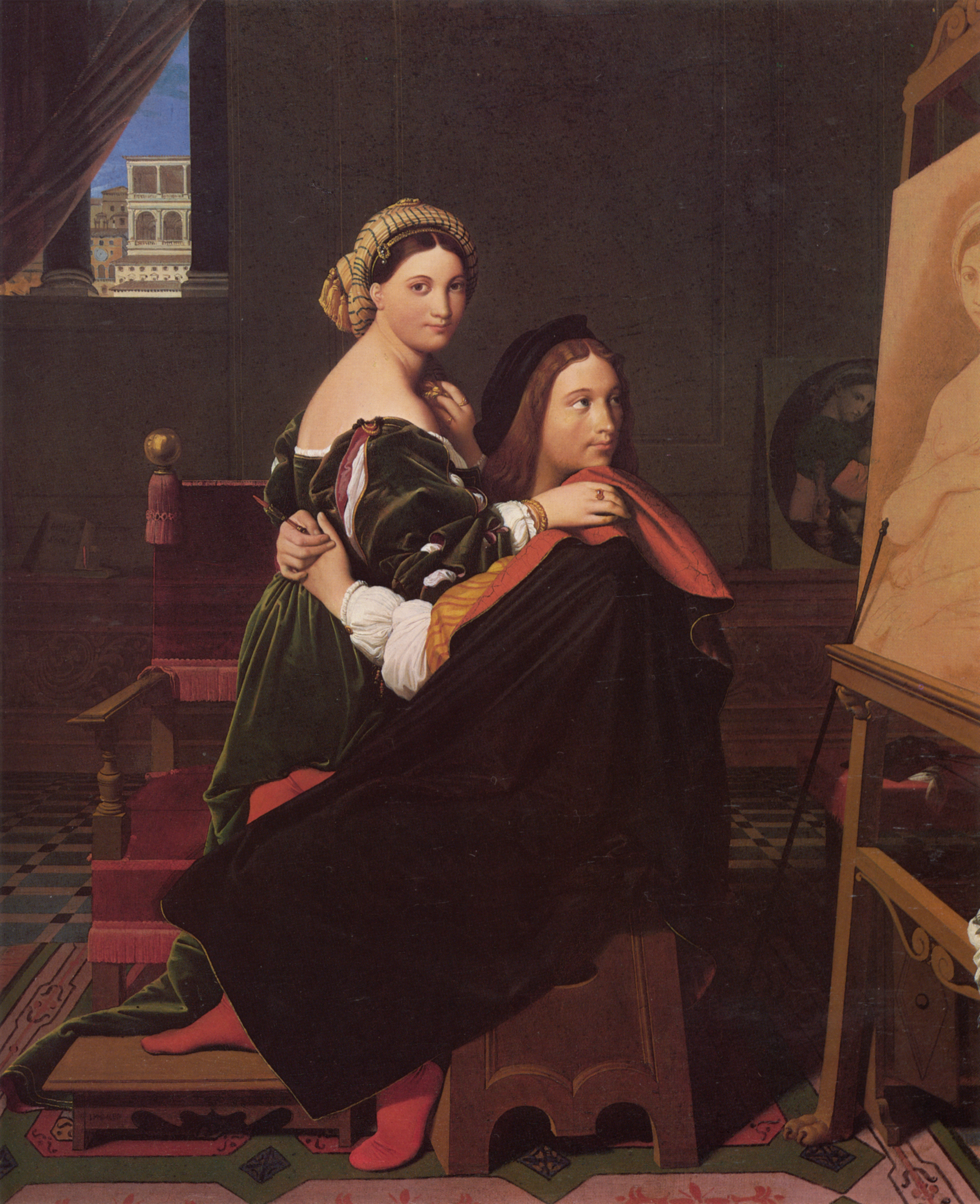
Jean-Auguste-Dominique Ingres, Raphaël et la Fornarina, Fogg Art Museum

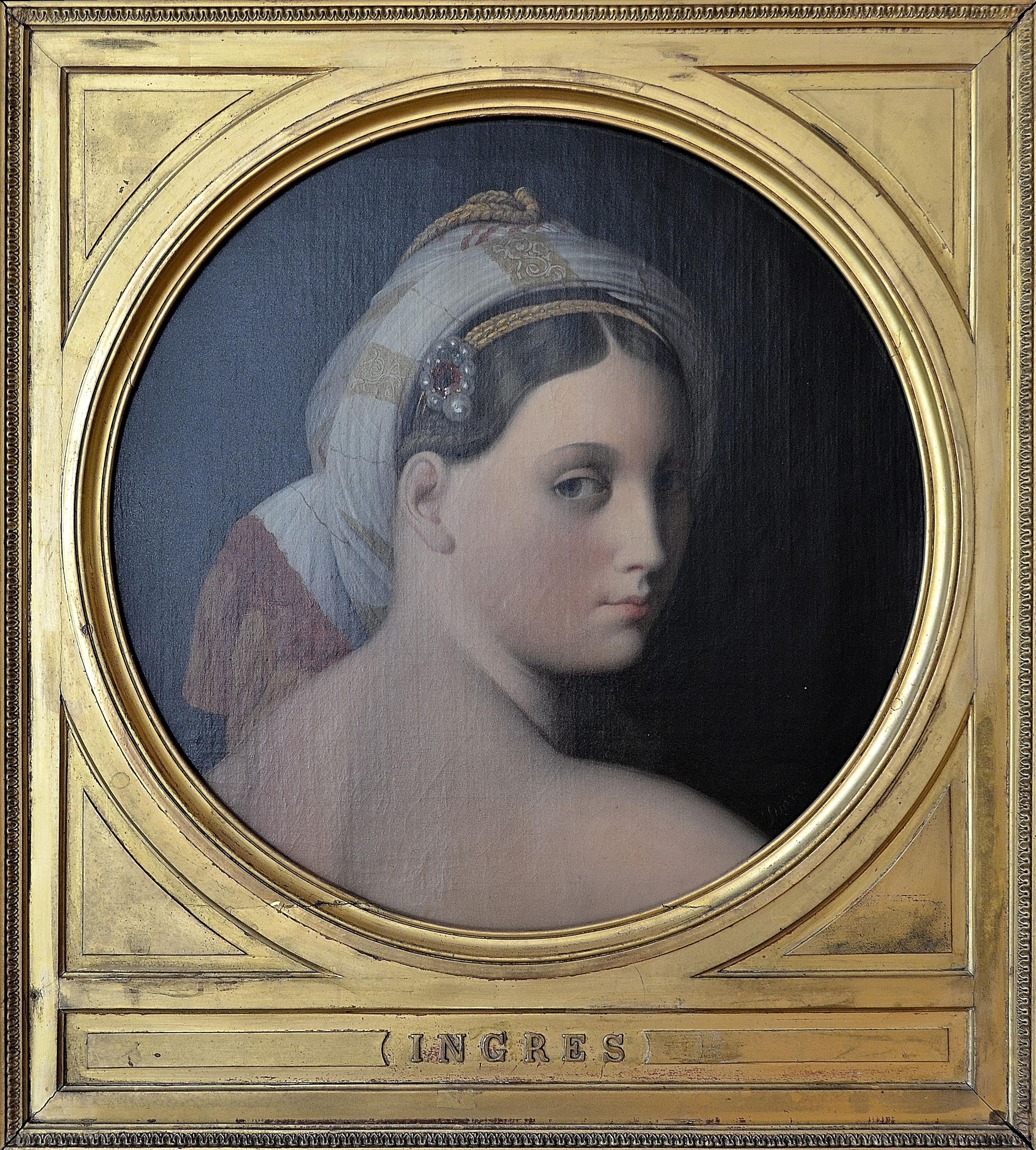
Jean-Auguste-Dominique Ingres, Tête de la grande odalisque couchée, Musée de Cambrai

Si l'approche orientaliste domine dans la peinture de la Grande Odalisque, le portrait d'une femme portant un turban est aussi une référence au portrait de La Fornarina de Raphaël, thématique appréciée par Ingres. À cinq reprises, Ingres a peint des versions de Raphaël et la Fornarina.
Ingres a lui-même peint plusieurs variations autour de la Grande Odalisque, notamment trois portraits de la Grande Odalisque, dont l'un se trouve au Musée de Grenoble et l'un au Musée de Cambrai.

## Pastiches, références et détournements
En 1903, Jules Flandrin a réalisé une copie de La Grande Odalisque, exposée au Musée Ingres-Bourdelle à Montauban.
Le Nu allongé de 1917 de Modigliani reprend la pose et les courbes de La Grande Odalisque.
En 1964, l'artiste français Martial Raysse, dans sa série Made in Japan, recadre La Grande Odalisque d'Ingres pour en faire un portrait dans le style du pop art américain. Ce pastiche, à travers l'inclusion de bijoux de pacotille, relègue l'Odalisque au rang de produit de grande consommation.
En 1985, le péruvien Herman Braun-Vega transporte La Grande Odalisque en pleine campagne. Dans une lumière partiellement ombragée, elle se retrouve offerte à la curiosité d'enfants péruviens. Le titre de ce tableau Pourquoi pas eux ? nous indique qu'il s'agit d'un plaidoyer pour la vulgarisation de la culture ("Ce garçon qui touche le genou d’un nu d’Ingres, touche la culture occidentale même s’il ne le sait pas." Herman Braun-Vega). Il récidive en 2010 avec son tableau la ronde au crépuscule au bord du pacifique où La Grande Odalisque, délocalisée en bord de mer, est cette fois accompagnée, en plus de personnages de la réalité quotidienne péruvienne, de nus féminins de Matisse et Picasso.
En 1989, le collectif d'artistes féministes Guerrilla Girls s'approprie La Grande Odalisque pour leur premier poster couleur. Sur ce poster, l'Odalisque porte un masque de Gorille et pose la question "Les femmes doivent-elles être nues pour entrer au Metropolitan Museum ?".
Toujours en 1989, l'artiste Stéphane Lallemand choisit le Télécran, jouet pour enfants, pour représenter la Grande Odalisque. En 2007, c'est une photographie de la Grande Odalisque, tatouée d'une colonne vertébrale, que propose ce même artiste.
En 1996, Julie Ann remplace l'Odalisque par une femme asiatique, questionnant ainsi la conception que l’Occident peut avoir de la femme asiatique et de la femme « exotique », les notions d’identité, l'héritage culturel, etc..
En 2008, Lalla Essaydi remplace l'Odalisque par une femme marocaine dont le corps est entièrement recouvert de calligraphie, qui renvoie à la pratique ancestrale du tatouage traditionnel au henné dans les pays du Moyen Orient.
Toujours en 2008, l'artiste japonaise Koya Abe, dans son oeuvre After the Grande Odalisque, Digital Art, Chapter 5 : Analogies, propose une Odalisque tatouée permettant de renouer avec la pratique japonaise traditionnelle de l’Irezumi, l’art du tatouage.
Dans l'album d'Astérix Le Fils d'Astérix, un gaulois gardant la porte du village porte le nom de Bellodalix.[réf. nécessaire]